# 増田俊郎の音楽の家
増田俊郎の音楽の家（ますだとしろうのおんがくのいえ）は、1999年ごろ～2001年3月までABCラジオ（朝日放送）で放送された音楽番組である。
関西を中心にシンガーソングライターとして活躍する増田俊郎がパーソナリティーを務めた番組で、野球シーズン中（年度上半期）はナイター放送のない月曜日、シーズンオフ（年度下半期）は土曜日に放送された。単なる音楽番組としてではなく、増田の家を舞台にした音楽セッション番組という形を取り、毎回増田と人脈が深い歌手・音楽関係者をゲストに招いたり、リスナーからのリクエスト音楽に答えていた。
2001年4月から続編・れいこう堂として再スタートをする。
| ABCラジオ 土曜20:30枠 | ABCラジオ 土曜20:30枠 | ABCラジオ 土曜20:30枠 |
| 前番組                | 番組名                | 次番組                |
| --------------------- | --------------------- | --------------------- |
| シネマ大全集          | 増田敏郎の音楽の家    | Far West Countdown    |